# Ghiacciaio David
Il ghiacciaio David è un ghiacciaio lungo circa 110 km e largo circa 15 al termine, situato nella parte nord-occidentale della Dipendenza di Ross, nell'Antartide orientale. Il ghiacciaio, il cui punto più alto si trova a circa 1600 m s.l.m., si trova sulla costa di Scott, nella regione settentrionale delle montagne del Principe Alberto, dove fluisce verso est a partire da un nevaio di circa 200000 km², fino a entrare nel mare di Ross tra capo Philippi, a nord, e capo Reynolds, a sud.

Lungo il suo percorso, il flusso del David è arricchito da quello dei ghiacciai Hollingsworth e Woodberry e, all'incirca a metà del percorso, dove incontra un forte dislivello nel terreno, esso si arricchisce di crepacci dando origine a quello che viene chiamato il "David Cauldron" (che in inglese significa letteralmente "calderone David"), infine, una volta giunto sulla costa, il ghiacciaio David forma sull'acqua la lingua glaciale Drygalski, lunga oltre 60 km.

## Storia
Il ghiacciaio David è stato scoperto e mappato dalla squadra settentrionale della spedizione Nimrod, svolta da 1907 al 1909 e comandata da Ernest Shackleton, e così battezzato onore del geologo australiano Tannatt William Edgeworth David (1858-1934), che guidò il gruppo settentrionale in questa spedizione alla ricerca, poi coronata dal successo, della posizione del Polo Sud Magnetico.

## Mappe
Di seguito una serie di mappe in scala 1:250 000 realizzate dallo USGS:

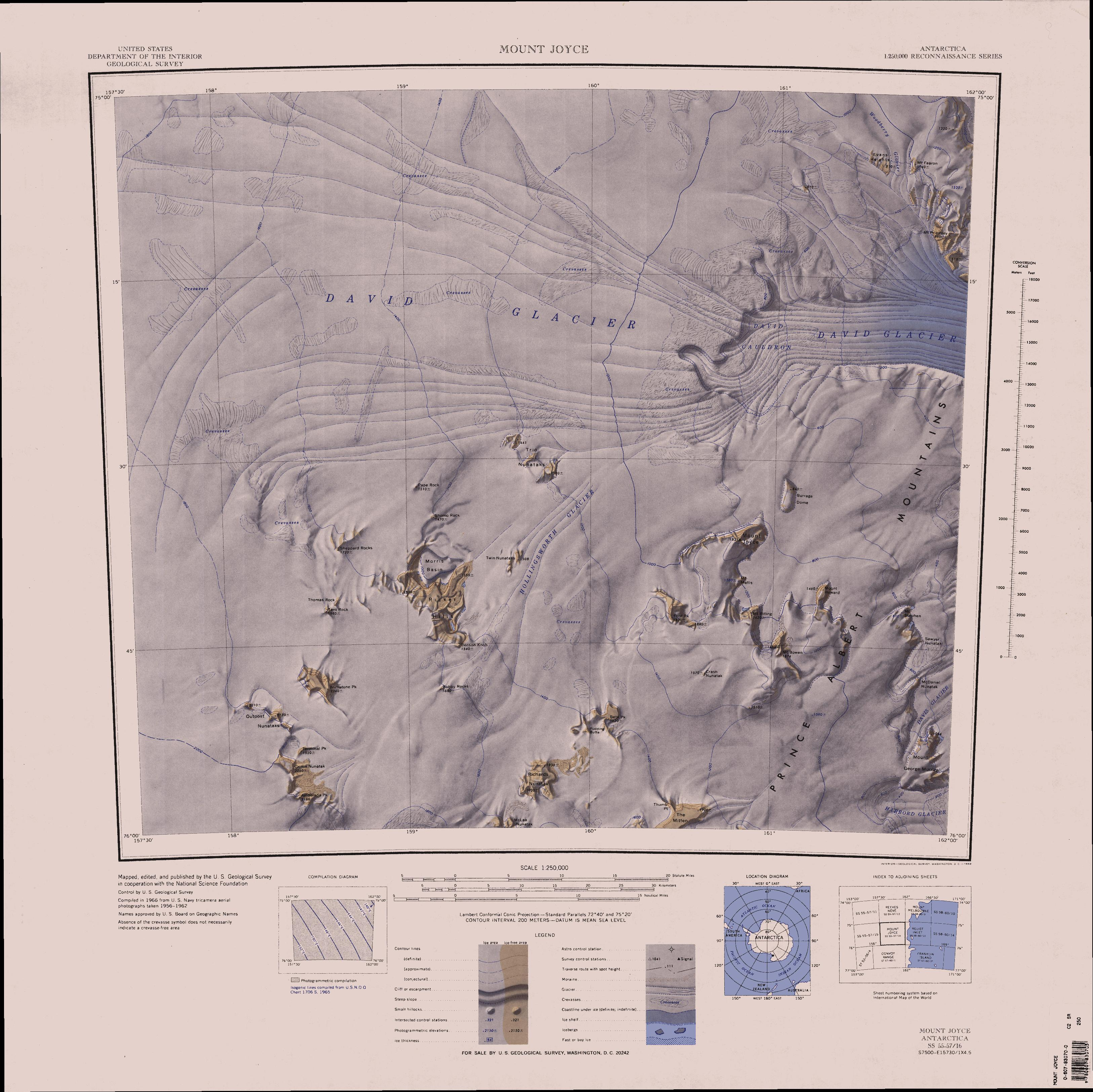
Nella parte centrale di questa mappa è visibile la prima parte del flusso del David.
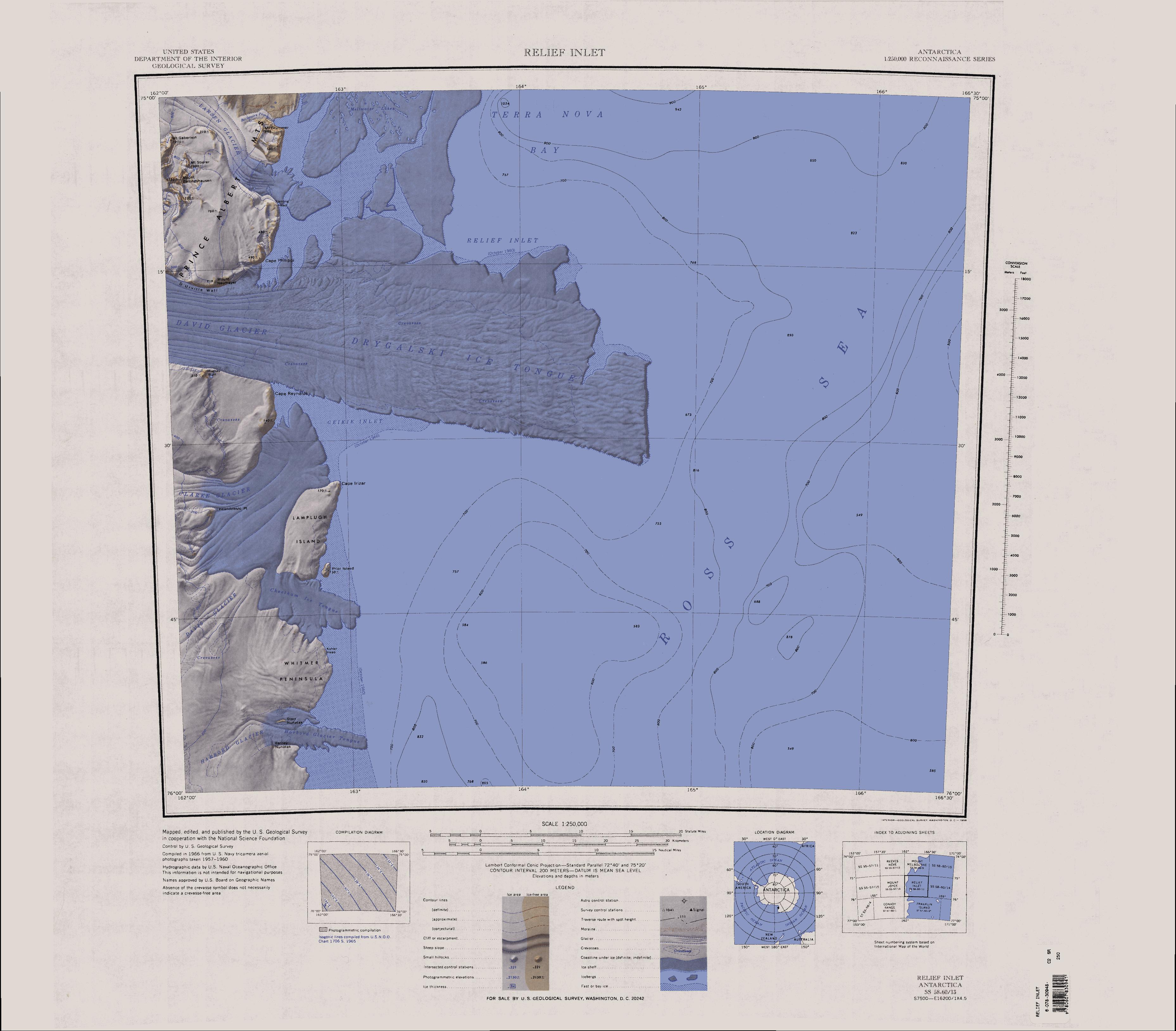
Nella parte occidentale di questa mappa è visibile la parte finale del flusso del David.